# Eleição presidencial da França em 1887
A eleição presidencial francesa de 1887 ocorreu para garantir a sucessão de Jules Grévy, que havia renunciado. Ela viu a vitória do ex-ministro da Fazenda Sadi Carnot na segunda votação.

## Resultados
| Candidato                                 | 1º Turno | %     | 2º Turno | %     |
| ----------------------------------------- | -------- | ----- | -------- | ----- |
| Sadi Carnot Republicano moderado          | 303      | 35,69 | 616      | 74,49 |
| Felix Gustave Saussier Conservador        | 148      | 17,43 | 188      | 22,73 |
| Jules Ferry Republicano moderado          | 212      | 24,97 | 11       | 1,33  |
| Charles de Freycinet Republicano moderado | 76       | 8,95  | 5        | 0,60  |
| Felix Antoine Appert Republicano moderado | 72       | 8,48  | 5        | 0,60  |
| Henri Brisson Republicano radical         | 26       | 3,06  | -        | -     |
| Charles Floquet Republicano moderado      | 5        | 0,59  | 1        | 0,12  |
| Anatole da Forja Sem Partido              | 2        | 0,24  | -        | -     |
| Felix Pyat Sem partido                    | 2        | 0,24  | 1        | 0,12  |
| Louis Pasteur Sem partido                 | 2        | 0,24  | -        | -     |
| Eugene Spuller Republicano moderado       | 1        | 0,12  | -        | -     |